# Jaren Lewison
Jaren Lewison (Dallas, Texas; 9 de dezembro de 2000) é um ator norte-americano, mais conhecido por interpretar Ben Gross na série de televisão Never Have I Ever, da Netflix.

## Vida pessoal e educação
Jaren Lewison cresceu em Dallas, Texas, em uma família judia. Ele tem uma irmã chamada Mikayla. Por 14 anos, ele frequentou a Levine Academy, uma escola conservadora judaica em Dallas, onde sua mãe leciona no jardim de infância, mas se formou em 2019 na Pearce High School em Richardson, Texas. No colégio, ele era capitão do time de futebol americano e levantador de peso. Ele também fez teatro. Ainda no último ano, ele interpretou William Shakespeare na adaptação de sua escola do filme de 1998, Shakespeare in Love, e a produção foi escolhida para se apresentar no Festival Internacional de Teatro de 2019.
Em 2019, ele começou a frequentar a faculdade na Universidade do Sul da Califórnia, onde está se formando em psicologia com menores em ciência forense e criminologia. Ele filmou Never Have I Ever enquanto era estudante em tempo integral na USC.

## Carreira
Lewison começou a atuar aos 5 anos de idade, quando seu acompanhamento posterior trouxe um grupo de teatro que o conectou com a atuação. Depois de dar seu nome a um agente de TV e filmes de Dallas, ele conseguiu seu primeiro papel como Joshua em Barney & Friends, a quem interpretou em vários episódios e vídeos de 2008 a 2011. Ele atuou em várias séries de TV, telefilmes e filmes desde então. Alguns desses papéis incluíram interpretar o filho de Adam Sandler no filme de 2014, Men, Women & Children. Ele também interpretou a versão mais jovem do personagem principal Hoagie, que Ed Helms interpretou, no filme de comédia de 2018, Tag.
Seu maior papel até agora foi no elenco principal, como Ben Gross na série da Netflix de 2020, criada por Mindy Kaling, Never Have I Ever.

## Filmografia

### Televisão
| Ano       | Título            | Papel          | Notas               |
| --------- | ----------------- | -------------- | ------------------- |
| 2008–2009 | Barney & Friends  | Joshua         | 4 episódios         |
| 2010      | Lone Star         | Robert (jovem) | 1 episódio, "Pilot" |
| 2012      | Bad Fairy         | Roman DiRizzo  | Telefilme           |
| 2015      | Away and Back     | Kyle Peterson  | Telefilme           |
| 2020–2023 | Never Have I Ever | Ben Gross      | Papel principal     |

### Filme
| Ano  | Título                   | Papel            |
| ---- | ------------------------ | ---------------- |
| 2014 | Men, Women & Children    | Jack Truby       |
| 2015 | Beyond the Farthest Star | Adam (jovem)     |
| 2015 | A Horse Tale             | Jackson          |
| 2018 | Tag                      | Hoagie (18 anos) |
| 2019 | 90 Feet from Home        | Tommy (jovem)    |

1. 1 2 3 4  «18 Things to Know About Jaren Lewison from 'Never Have I Ever'». Alma (em inglês). 28 de abril de 2020. Consultado em 3 de janeiro de 2022
2. ↑  «Got Mitzvah? Yeah we do!». Texas Jewish Post (em inglês). 3 de novembro de 2011. Consultado em 3 de janeiro de 2022
3. 1 2 3 4  «Jaren Lewison Tells Us How His 'Never Have I Ever' Role Is a Dream Come True». Alma (em inglês). 5 de maio de 2020. Consultado em 3 de janeiro de 2022
4. ↑  McHenry, Jackson (29 de abril de 2020). «Never Have I Ever's Two Heartthrobs Are Team Each Other». Vulture (em inglês). Consultado em 3 de janeiro de 2022
5. 1 2  «Festival Preview: Shakespeare in Love». Dramatics Magazine Online. 1 de maio de 2019. Consultado em 3 de janeiro de 2022
6. ↑  «International Thespian Festival 2022 Home». itf.schooltheatre.org. Consultado em 3 de janeiro de 2022
7. ↑  «Who Plays Ben On 'Never Have I Ever'? Meet Jaren Lewison, Star Of Mindy Kaling's New Netflix Show». YourTango (em inglês). 1 de maio de 2020. Consultado em 3 de janeiro de 2022
8. ↑  «Jaren Lewison». IMDb (em inglês). Consultado em 3 de janeiro de 2022